# Samy Mmaee
Samy Mmaee a Nwambeben (Halle, 8 settembre 1996) è un calciatore marocchino con cittadinanza belga, difensore del Qarabağ in prestito dalla Dinamo Zagabria.

## Biografia
È il fratello di Ryan, a sua volta calciatore.

## Carriera

### Nazionale
Dopo avere rappresentato le selezioni giovanili Under-19 e Under-21 del Belgio, ha optato per rappresentare il Marocco, da cui è stato convocato per la prima volta il 1º ottobre 2020; è stato convocato per la Coppa delle nazioni africane 2021.

## Statistiche

### Presenze e reti nei club
Statistiche aggiornate al 22 febbraio 2024.
| Stagione              | Squadra               | Campionato            | Campionato | Campionato | Coppe nazionali | Coppe nazionali | Coppe nazionali | Coppe continentali | Coppe continentali | Coppe continentali | Altre coppe | Altre coppe | Altre coppe | Totale | Totale | Totale |
| Stagione              | Squadra               | Comp                  | Pres       | Reti       | Comp            | Pres            | Reti            | Comp               | Pres               | Reti               | Comp        | Pres        | Reti        | Pres   | Reti   |        |
| --------------------- | --------------------- | --------------------- | ---------- | ---------- | --------------- | --------------- | --------------- | ------------------ | ------------------ | ------------------ | ----------- | ----------- | ----------- | ------ | ------ | ------ |
| 2014-2015             | Standard Liegi        | D1                    | 3          | 0          | CB              | -               | -               | UCL+UEL            | 0                  | 0                  | -           | -           | -           | 3      | 0      |        |
| 2015-2016             | Standard Liegi        | D1                    | 1+3        | 0          | CB              | -               | -               | UEL                | -                  | -                  | -           | -           | -           | 4      | 0      |        |
| 2016-2017             | Standard Liegi        | D1                    | 1          | 0          | CB              | -               | -               | UEL                | -                  | -                  | SB          | -           | -           | 1      | 0      |        |
| Totale Standard Liegi | Totale Standard Liegi | Totale Standard Liegi | 8          | 0          |                 | 0               | 0               |                    | 0                  | 0                  |             | -           | -           | 8      | 0      |        |
| 2017-2018             | MVV                   | EED                   | 27+2       | 3          | CO              | 1               | 2               | -                  | -                  | -                  | -           | -           | -           | 30     | 5      |        |
| 2018-2019             | Sint-Truiden          | D1                    | 7          | 0          | CB              | 0               | 0               | -                  | -                  | -                  | -           | -           | -           | 7      | 0      |        |
| 2019-2020             | Sint-Truiden          | D1                    | 22         | 0          | CB              | 2               | 0               | -                  | -                  | -                  | -           | -           | -           | 24     | 0      |        |
| 2020-gen. 2021        | Sint-Truiden          | D1                    | 11         | 0          | CB              | 0               | 0               | -                  | -                  | -                  | -           | -           | -           | 11     | 0      |        |
| Totale Standard Liegi | Totale Standard Liegi | Totale Standard Liegi | 40         | 0          |                 | 2               | 0               |                    | -                  | -                  |             | -           | -           | 42     | 0      |        |
| gen.-giu. 2021        | Ferencváros           | NB1                   | 9          | 0          | MK              | 2               | 0               | -                  | -                  | -                  | -           | -           | -           | 11     | 0      |        |
| 2021-2022             | Ferencváros           | NB1                   | 23         | 0          | MK              | 4               | 0               | UCL+UEL            | 5+6                | 0                  | -           | -           | -           | 38     | 0      |        |
| 2022-2023             | Ferencváros           | NB1                   | 16         | 2          | MK              | 2               | 0               | UCL+UEL            | 5+6                | 0+1                | -           | -           | -           | 29     | 3      |        |
| 2023-2024             | Ferencváros           | NB1                   | 9          | 2          | MK              | 2               | 0               | UCL+UECL           | 2+11               | 0+1                | -           | -           | -           | 24     | 3      |        |
| Totale Ferencvaros    | Totale Ferencvaros    | Totale Ferencvaros    | 57         | 4          |                 | 10              | 0               |                    | 35                 | 2                  |             | -           | -           | 102    | 6      |        |
| Totale carriera       | Totale carriera       | Totale carriera       | 134        | 7          |                 | 13              | 2               |                    | 35                 | 2                  |             | -           | -           | 182    | 11     |        |

### Cronologia presenze e reti in nazionale
| Cronologia completa delle presenze e delle reti in nazionale ― Marocco | Cronologia completa delle presenze e delle reti in nazionale ― Marocco | Cronologia completa delle presenze e delle reti in nazionale ― Marocco | Cronologia completa delle presenze e delle reti in nazionale ― Marocco | Cronologia completa delle presenze e delle reti in nazionale ― Marocco | Cronologia completa delle presenze e delle reti in nazionale ― Marocco | Cronologia completa delle presenze e delle reti in nazionale ― Marocco | Cronologia completa delle presenze e delle reti in nazionale ― Marocco |
| Data                                                                   | Città                                                                  | In casa                                                                | Risultato                                                              | Ospiti                                                                 | Competizione                                                           | Reti                                                                   | Note                                                                   |
| ---------------------------------------------------------------------- | ---------------------------------------------------------------------- | ---------------------------------------------------------------------- | ---------------------------------------------------------------------- | ---------------------------------------------------------------------- | ---------------------------------------------------------------------- | ---------------------------------------------------------------------- | ---------------------------------------------------------------------- |
| 9-10-2020                                                              | Rabat                                                                  | Marocco                                                                | 3 – 1                                                                  | Senegal                                                                | Amichevole                                                             | -                                                                      |                                                                        |
| 13-10-2020                                                             | Rabat                                                                  | Marocco                                                                | 1 – 1                                                                  | RD del Congo                                                           | Amichevole                                                             | -                                                                      |                                                                        |
| 12-11-2020                                                             | Casablanca                                                             | Marocco                                                                | 4 – 1                                                                  | Rep. Centrafricana                                                     | Qual. Coppa d'Africa 2021                                              | -                                                                      |                                                                        |
| 17-11-2020                                                             | Douala                                                                 | Rep. Centrafricana                                                     | 0 – 2                                                                  | Marocco                                                                | Qual. Coppa d'Africa 2021                                              | -                                                                      | 37’                                                                    |
| 12-6-2021                                                              | Rabat                                                                  | Marocco                                                                | 1 – 0                                                                  | Burkina Faso                                                           | Amichevole                                                             | -                                                                      | 67’                                                                    |
| 10-1-2022                                                              | Yaoundé                                                                | Marocco                                                                | 1 – 0                                                                  | Ghana                                                                  | Coppa d'Africa 2021 - 1º turno                                         | -                                                                      |                                                                        |
| 25-3-2022                                                              | Kinshasa                                                               | RD del Congo                                                           | 1 – 1                                                                  | Marocco                                                                | Qual. Mondiali 2022                                                    | -                                                                      | 42’                                                                    |
| 29-3-2022                                                              | Casablanca                                                             | Marocco                                                                | 4 – 1                                                                  | RD del Congo                                                           | Qual. Mondiali 2022                                                    | -                                                                      | 9’                                                                     |
| 2-6-2022                                                               | Cincinnati                                                             | Stati Uniti                                                            | 3 – 0                                                                  | Marocco                                                                | Amichevole                                                             | -                                                                      | 70’                                                                    |
| 13-6-2022                                                              | Casablanca                                                             | Liberia                                                                | 0 – 2                                                                  | Marocco                                                                | Qual. Coppa d'Africa 2023                                              | -                                                                      |                                                                        |
| Totale                                                                 |                                                                        | Presenze                                                               | 10                                                                     |                                                                        | Reti                                                                   | 0                                                                      |                                                                        |

| Cronologia completa delle presenze e delle reti in nazionale ― Belgio under 21 | Cronologia completa delle presenze e delle reti in nazionale ― Belgio under 21 | Cronologia completa delle presenze e delle reti in nazionale ― Belgio under 21 | Cronologia completa delle presenze e delle reti in nazionale ― Belgio under 21 | Cronologia completa delle presenze e delle reti in nazionale ― Belgio under 21 | Cronologia completa delle presenze e delle reti in nazionale ― Belgio under 21 | Cronologia completa delle presenze e delle reti in nazionale ― Belgio under 21 | Cronologia completa delle presenze e delle reti in nazionale ― Belgio under 21 |
| Data                                                                           | Città                                                                          | In casa                                                                        | Risultato                                                                      | Ospiti                                                                         | Competizione                                                                   | Reti                                                                           | Note                                                                           |
| ------------------------------------------------------------------------------ | ------------------------------------------------------------------------------ | ------------------------------------------------------------------------------ | ------------------------------------------------------------------------------ | ------------------------------------------------------------------------------ | ------------------------------------------------------------------------------ | ------------------------------------------------------------------------------ | ------------------------------------------------------------------------------ |
| 27-3-2017                                                                      | Oud-Heverlee                                                                   | Belgio under 21                                                                | 2 – 1                                                                          | Malta under 21                                                                 | Qual. Europeo Under-21 2019                                                    | -                                                                              |                                                                                |
| Totale                                                                         |                                                                                | Presenze                                                                       | 1                                                                              |                                                                                | Reti                                                                           | 0                                                                              |                                                                                |

## Palmarès

### Club

#### Competizioni nazionali
- Coppa del Belgio: 1

Standard Liegi: 2015-2016
- Coppa d'Ungheria: 1

Ferencváros: 2021-2022
- Campionato ungherese: 3

Ferencváros: 2021-2022, 2022-2023, 2023-2024